# Vidul Ivanov
Vidul Ivanov (15. stoljeće), hrvatski graditelj iz Zadra.
Godine 1411. odlazi na nauk kod graditelja Biliše Bilišića. 1425. radi kao suradnik Nikole Abrusjanića pri gradnji novog zvonika zadarske crkve sv. Marije Velike.